# Melchior Borchgrevinck
Melchior Borchgrevinck (ca. 1570 – 20. december 1632) er en nederlandsk-dansk musiker, komponist og hofkapelmester.
Han kom til det kongelige kapel i 1596 og blev hurtigt forfremmet. Mange gange i løbet af disse år blev hans løn hævet, og i 1601 blev han kannik i Roskilde. Kannikeembederne var på den tid en slags livsvarig løn eller pension med tilhørende bolig og blev tildelt kongens embedsmænd i stedet for eller som supplement til egentlig løn. Fra 1611 var han den egentlige leder af musikken og fra 1618 også med titel af hofkapelmester. Men da kongen på grund af store udgifter til krigsførelse i 1627 måtte indskrænke sin husholdning og fyre Borchgrevinck, kunne han flytte til Roskilde og bo der. Han blev genansat i marts 1631, men allerede 1632 døde han.
Som komponist nød Borchgrevinck også i udlandet megen anseelse. I fortalen til sit værk "Le veglie di Siena" omtaler den bekendte italienske komponist Orazio Vecchi ham som en fremragende dygtighed.

## Liv og gerning
Frederik II udnævnte 1. januar 1587 nederlænderen Bonaventura Borchgrevinck til kapelmester for sine musikere og sangere, der for en stor dels vedkommende også var nederlændere. Musikkorpset bestod af 15 trompetere, 9 instrumentalister (strygere og træblæsere) og 20 sangere. Allerede i juli samme år blev Bonaventura Borchgrevinck dog fyret, uvist af hvilken grund, mens hans søn Melchior, som var blandt instrumentalisterne, blev i kongens tjeneste resten af sit liv.
Året efter, i 1588, døde kongen, og hans mindreårige søn Christian blev konge som Christian IV. Hans formyndere skar ned på hoffet, men fra kongens kroningsfest i 1596 og mange år frem var det danske hof et af de steder i Europa, hvor musiklivet udfoldede sig i størst pragt. Borchgrevinck træffes første gang i 1596 som sangerdreng i det danske hofkapel, men nævnes kort efter som instrumentist og 1596 som organist i samme Kapel.
Efter i 1596 at være forfremmet til hoforganist rejste Borchgrevinck i 1599 med to af kapeldrengene til Venedig, hvor Christian IV lod flere sangere og instrumentister undervise i kunsten, og modtog, da han det følgende år var vendt tilbage, de mest smigrende beviser på kongens yndest: i 1600 blev han udnævnt til hoforganist med høj løn og til læremester for forskellige unge danske musikere, for hvis uddannelse Christian IV interesserede sig, deriblandt Hans Nielsen, Mogens Pedersøn og Hans Brachrogge. 1601 forlenedes han med et kannikedømme i Roskilde, og nogle måneder senere skænkede kongen ham sit billede, en ære, der ellers kun blev de allerberømteste udenlandske musikere til del.
Vinteren 1601-2 tilbragte han atter i Italien med en af sine lærlinger. I Venedig efterlod Borchgrevinck sig det bedste ry. Således kalder Orazio Vecéhi ham i et til Christian IV dediceret madrigalværk, "Le veglie di Siena" (Venedig 1604), "en i Sandhed fortræffelig Musiker" og beråber sig i så henseende på den navnkundige Giovanni Gabrielis autoritet. Den første større danske musikpublikation bærer Borchgrevincks navn. Det er madrigalsamlingen "Giardino nuovo bellissimo di vari fiori musicali sceltissimi", der udkom i København 1605 og 1606 i 2 bind, indeholdende kompositioner af nogle og tyve inden- og udenlandske, især italienske, mestre. Hans eget bidrag bestod i madrigalerne "Amate mi ben mio" og "Baci amorosi e cari". I 1607 udgav han "9 Davids Salmer med 4 Stemmer rimvis udsat". Nogle danse af ham for 5 instrumenter findes trykte i en hamborgsk samling paduaner og galliarder fra 1607 og 1609.
Ved kapelmester Trehous afskedigelse i 1611 blev Borchgrevinck faktisk kapellets leder; men først i januar 1618 udnævntes han til "øverste kapelmester", i det der samtidig oprettedes en ny post som underkapelmester. Kongens deltagelse i 30-årskrigen, der gjorde det nødvendigt at spare på alle kanter, medførte, at en del af kapellets medlemmer blev afskediget i december 1627, deriblandt Borchgrevinck, der formodentlig trak sig tilbage til sin gård i Roskilde. I marts 1631 blev han på ny ansat i sin tidligere stilling, men døde ikke længe efter, den 20. december 1632. Hans enke omtales endnu i 1634 som boende i kantors residens i Roskilde.
En af hans efterkommere blev jernværksbestyrer i Norge, hvor slægten stadig findes.

## Musikken
Som sædvanligt for komponister fra Danmark i denne tid er der kun overleveret få musikstykker til vore dage. Borchgrevinck udgav en madrigalsamling i to bind: "Giardino novo bellissimo di varii fiori musicali scieltissimi". København 1605-06. De fleste numre er af udenlandske komponister, men et par er af ham selv. Året efter udgav han: "IX Davids Psalmer, med fire stemmer rimvis udsat". København 1607. Det er sandsynligvis gået tabt. Nogle danse af ham for fem instrumenter findes trykt i en hamborgsk samling paduaner og galliarder fra 1607 og 1609.